# قلعة الحصن كاستل

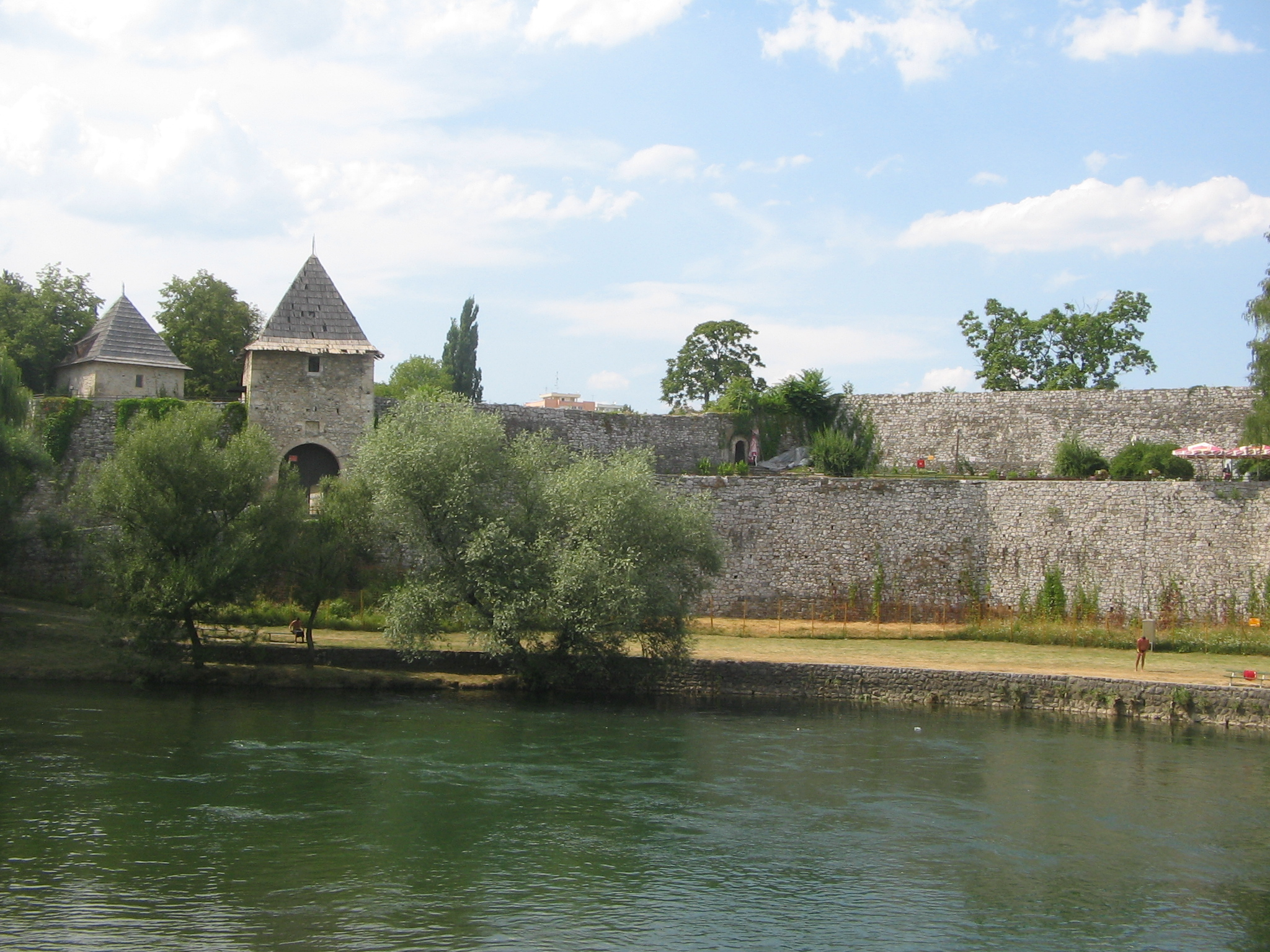
قلعة الحصن كاستل الموجودة على الضفة اليسرى من نهر فرباس في بنيالوكا، البوسنة والهرسك

قلعة الحصن كاستل ,هي قلعة توجد في بنيالوكا، البوسنة والهرسك. تعدّ قلعة كاستل من قلاع العصور الوسطى لكنّها تقع على موقع التحصينات السابقة التي تعود إلى العصر الروماني وما قبل الروماني. تمّ الحفاظ على هذه القلعة بشكل جيد، وهي إحدى مناطق الجذب الرئيسية لبنيالوكا، فهي تقع على الضفة اليسرى من نهر فرباس الموجود في وسط المدينة.